# Al-Thuqbah
Al-Thuqbah, (en arabe : الثقبة, prononcé ath-Thugba), est un district de la zone métropolitaine de Dammam-Dhahran-Khobar, dans la province orientale de l'Arabie saoudite, Ach-Charqiya.
La municipalité d'Al-Thuqbah compte 192 000 habitants (2004).
Avec la municipalité voisine de Dhahran, les municipalités d'Al-Thuqbah et al-Khobar constituent le gouvernorat d'al-Khobar.